# Malattia di Paget del capezzolo
La malattia di Paget del capezzolo (o malattia di Paget della mammella) è un'alterazione simil flogistica della pelle del capezzolo, molto simile ad un eczema, ma in realtà causata da un tumore della mammella. A causa del suo aspetto innocuo e superficiale, viene diagnosticato spesso tardivamente, di conseguenza il tumore si può rivelare fatale.
A livello anatomo-patologico la neoplasia si sviluppa dalle strutture duttali principali (dotti galattofori), quindi infiltra progressivamente, con una crescita caratteristica, la cute del capezzolo e dell'areola. Nel tessuto mammario circostante sono presenti edema ed iperemia. Frequentemente è presente un'essudazione linfatica o purulenta dal capezzolo.
La diffusione pagetoide non è un'esclusiva dei carcinomi della mammella. Un gran numero di neoplasie è in grado di sfruttare modalità di propagazione pagetoide. Un esempio può essere la malattia di Paget vulvare.